# Карлина (Ферара)
Карлина (итал. Carlina) је насеље у Италији у округу Ферара, региону Емилија-Ромања.
Према процени из 2011. у насељу је живело 23 становника. Насеље се налази на надморској висини од -5 м.